# 稲嶺惠一
稲嶺 惠一（いなみね けいいち、1933年（昭和8年）10月14日 - ）は、日本の実業家、元政治家（沖縄県知事）。沖縄県国頭郡本部町出身。父は、琉球石油（現・りゅうせき）創業者で元参議院議員の稲嶺一郎。旭日重光章。報道などでは新字体を用い稲嶺 恵一とも表記される。

## 経歴
- 関東州大連（現中国遼寧省）出身。1957年（昭和32年）慶應義塾大学経済学部を卒業、いすゞ自動車に入社。
- 1973年（昭和48年）父・一郎が創業した琉球石油（現・りゅうせき）に転じ、1974年（昭和49年）取締役を経て、1986年（昭和61年）社長、平成5年会長、及びりゅうせきネットワーク会議議長。同年、南西航空（現・日本トランスオーシャン航空）会長を兼任。
- 1989年（平成元年）沖縄経済同友会特別幹事、沖縄県冷蔵倉庫協会会長、沖縄自由貿易地域事業者協会副会長、地域産業技術振興協会理事長、1991年（平成3年）沖縄県経営者協会会長、1994年（平成6年）沖縄県青年海外協力隊を支援する会会長、1996年（平成8年）沖縄懇話会代表幹事などを歴任。
- 1998年（平成10年）、沖縄県知事選に立候補し現職の大田昌秀と世界経済共同体党の又吉光雄を破り初当選。公明党は表向き自主投票ながら大田支援の構えを見せていたが、実質的に稲嶺を支援。自公連立の試金石になったといわれている。2002年（平成14年）の選挙では、再び立候補した又吉に加え、吉元政矩、新垣繁信も破り再選。
- 2000年（平成12年）復帰後初めて沖縄を訪問したアメリカ大統領、クリントンを「平和の礎」などに案内した。
- 2006年（平成18年）の選挙には立候補せず、同年12月8日に退任（任期満了は12月9日）。
- 2008年（平成20年）11月、旭日重光章を受ける[1]。

## 政策
知事時代の功績には、2000年に開催された九州・沖縄サミットの誘致と二千円札（弐千円券）の発行、沖縄都市モノレール線の開通などがある。

### 普天間基地移設問題とその性状
防衛官僚の守屋武昌は普天間基地移設問題の早期決着を目指していたが、2005年の日米合意2日後に反対を表明した稲嶺知事（当時）から「守屋さん、沖縄では大きな仕事は20年かかるんですよ。新石垣空港だってそうでしょう。今回はまだ7年です。たいしたことないじゃないですか」と言われ、唖然としたという。
これについて稲嶺は「県民と中央では（基地に対する）思いにとても格差があり、これは埋められないほど大きなものだ。今まで沖縄では、6,7割のマジョリティが県外移設を求め続けてきているから、その中でできることは限界がある。それをわかってもらわないと、最後までわからなかったか、わかろうとしなかったか、そこが大きなポイントだと思う。選挙もあるし、そもそも移設が無理なんだ」と当時を振り返って反論している。
しかし守屋は「辺野古沖の基地を、橋本総理は撤去可能な案だったが、稲嶺知事は一方的に県民の財産とする軍民共用空港建設を公約していた。移設が無理なら、なぜ県民と政府にきちんと説明しないのか。（稲嶺の）在任中、場所と工法で最初の4年間使った。2期目では県の事業主体である民工部分の環境影響評価を法律上できないと言い、この交渉は後半の任期のうち、1年8か月使って拒否してきた。そのため政府が行うことになり、実施する際には環境影響評価の方法書を県に渡さなくてはいけないのだが、県はそれを受け取らない。このような先延ばしをされてる間に、沖国大米軍ヘリ墜落事件が起きた。この時、稲嶺知事は『こんな危険な飛行場を放置しているアメリカが悪い。アメリカに即時撤去を求める』と発言した。（稲嶺は）この問題を解決する為に知事になり、それを公約として掲げていたのではないか。6年も過ぎて、一切移設を進める手続きをしてこなかった」と稲嶺の二枚舌を批判している。

## 著書
- 『我以外皆我が師 稲嶺惠一回顧録』琉球新報社 2011

共著
- 『沖縄の自立と日本 「復帰」40年の問いかけ』大田昌秀,新川明,新崎盛暉共著 岩波書店 2013